# Skręt Ratowników

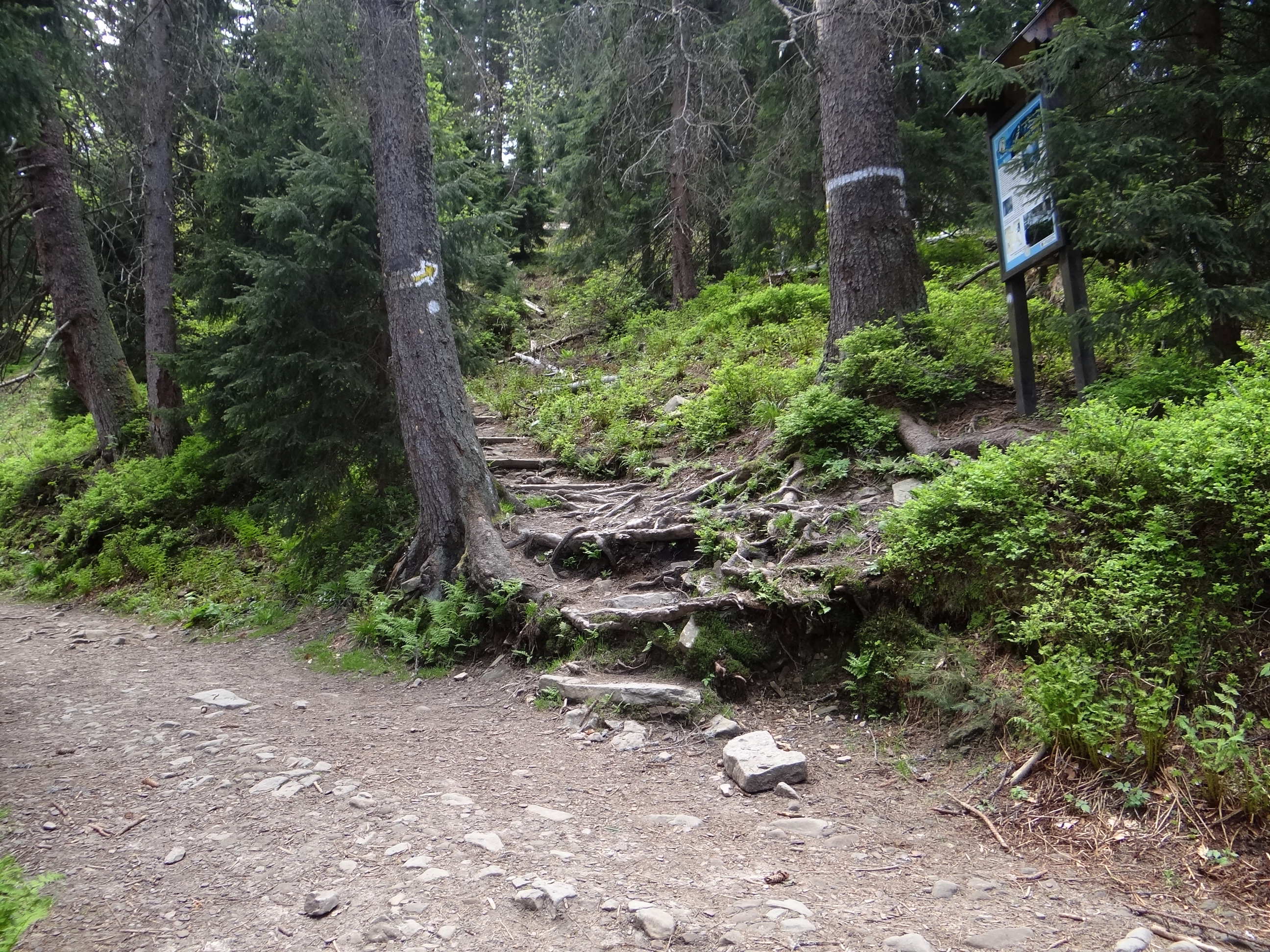
Skręt Ratowników

Skręt Ratowników – rozdroże szlaków turystycznych na Górnym Płaju w masywie Babiej Góry w Beskidzie Żywiecko-Orawskim. Od Górnego Płaju (szlak niebieski) odbija tutaj szlak żółty (Perć Akademików) w kierunku szczytu Babiej Góry. Rozdroże to znajduje się na wysokości około 1180 m w pobliżu Markowych Szczawin. Nazwa pochodzi od tego, że często chadzają tędy wyprawy ratowników GOPR-u na Babią Górę. Na rozdrożu znajduje się również przystanek ścieżki edukacyjnej nr 7 „Z Zawoi przez Diablak do Lipnicy”.
Znajduje się w Babiogórskim Parku Narodowym, w granicach wsi Zawoja w województwie małopolskim, w powiecie suskim, w gminie Zawoja.

## Szlaki turystyczne
(Górny Płaj): Przełęcz Krowiarki – Mokry Stawek – Szkolnikowe Rozstaje – Skręt Ratowników – schronisko PTTK na Markowych Szczawinach. Czas przejścia 2 h.
 (Akademicka Perć): Zakręt Ratowników – Diablak (szczyt Babiej Góry). 1 h